# 北黃道蟹
北黃道蟹（學名Cancer borealis；英語：Jonah crab）是分佈在北美洲大西洋海岸的一種蟹。它們與太平洋海岸的首長黃道蟹是近親，但攻擊性較弱。它們的鉗肉質豐富，故是一種美味。自1970年代就已經開始有針對它們的漁業，每年漁獲量少於1500噸。近年它們的數量不斷上升。